# Ja-12

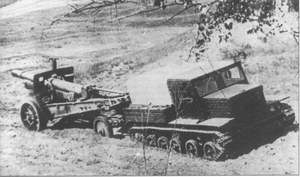
Ja-12 se zapřaženou kanónovou houfnicí ML-20 ráže 152 mm

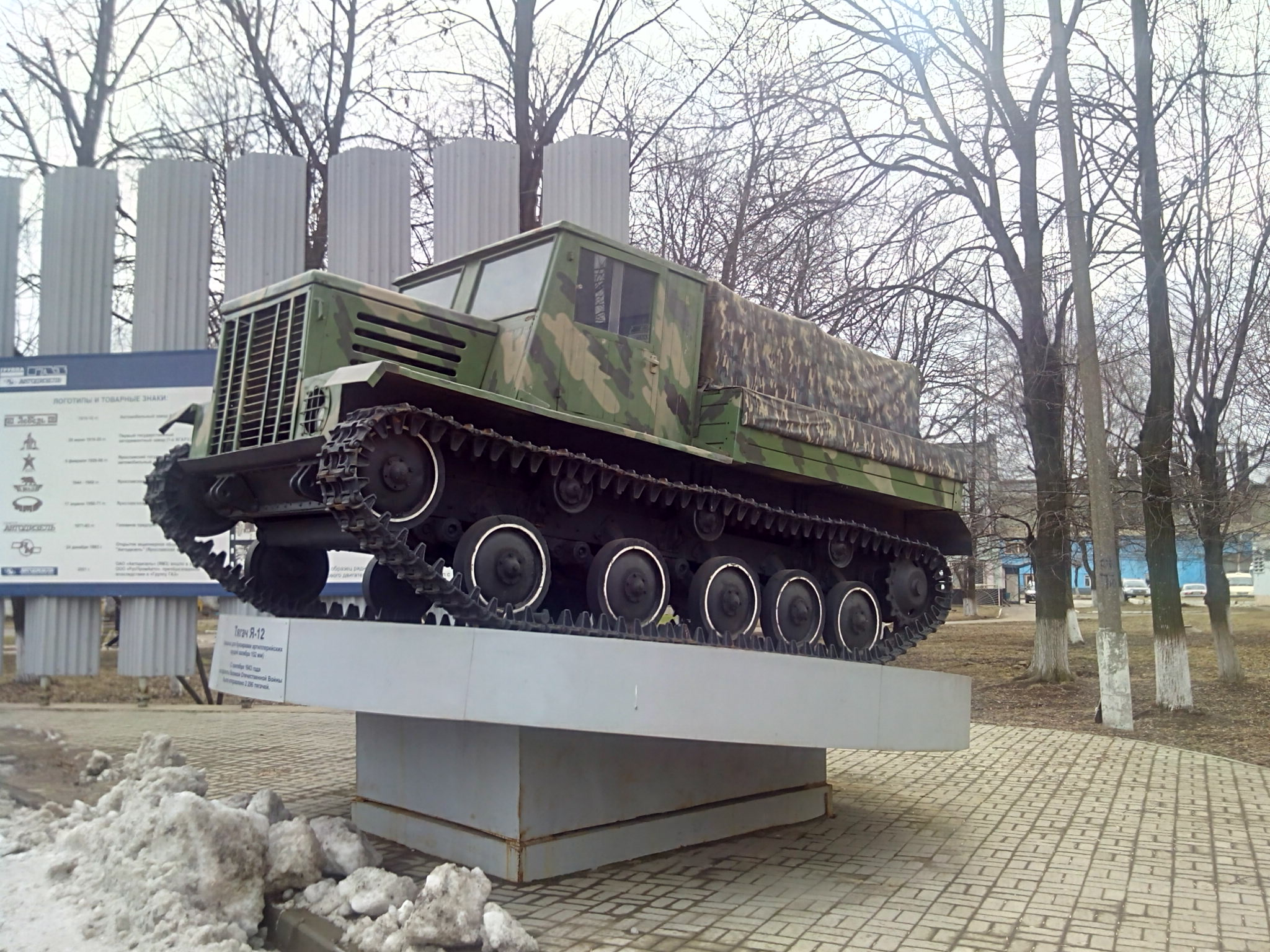
Ja-12 v závodě v Jaroslavli

Ja-12 (Лёгкий артиллерийский тягач Я-12) byl sovětský lehký dělostřelecký tahač, používaný za druhé světové války zejména k přepravě těžkých kanónových houfnic. Vznikl ze svého předchůdce Ja-11, kterého bylo roku 1943 vyrobeno pět kusů. Motory typu GAZ však nebyly dostačující a tak byl stroj osazen americkým motorem GMC-4-71, který byl do SSSR dodáván v rámci dohody o půjčce a pronájmu. Zmodernizovaný tahač pod označením Ja-12 se vyráběl v Jaroslavském automobilovém závodě, přičemž došlo k další obměnám Ja-13 a Ja-13F, při nichž byly do tahačů instalovány sovětské motory ZIS-5M a ZIS-MF, které však měly slabší výkon a schopnost utáhnout jen 6-tunový přívěs. Celkem bylo do konce války vyrobeno 1666 kusů, po válce ještě výroba pokračovala, takže celková produkce včetně dalších modernizací činila 2296 kusů.
Dělostřelecký tahač Ja-12 byl používán i 1. československým armádním sborem v SSSR k tažení houfnic ráže 152 mm.

## Technické údaje
- vlastní hmotnost: 6550 kg
- hmotnost nákladu: 2 t
- hmotnost přívěsu: 8 t
- počet osob v kabině: 3
- délka: 4890 mm
- šířka: 2240 mm
- výška: 2213 mm
- pohon: GMC-4-71 (řadový, čtyřválcový, vodou chlazený, naftový, dvoutaktní)
- výkon motoru: 110 koní
- maximální rychlost: 38 km/h